# Тамаса (Салаж)
Тамаса (рум. Tămasa) насеље је у Румунији у округу Салаж у општини Кузаплак. Oпштина се налази на надморској висини од 302 m.

## Становништво
Према подацима из 2002. године у насељу је живело 383 становника.

### Попис2002.
| Расподела становништва по националности 2002.‍ | Расподела становништва по националности 2002.‍ | Расподела становништва по националности 2002.‍ | Расподела становништва по националности 2002.‍ | Расподела становништва по националности 2002.‍ |
| --------------------------------------------- | --------------------------------------------- | --------------------------------------------- | --------------------------------------------- | --------------------------------------------- |
|                                               |                                               |                                               |                                               |                                               |
| Румуни                                        | Румуни                                        |                                               | 357                                           | 93,2%                                         |
| Мађари                                        | Мађари                                        |                                               | 14                                            | 3,7%                                          |
| Роми                                          | Роми                                          |                                               | 12                                            | 3,1%                                          |